# Anirem tots cap al cel
Anirem tots cap al cel és l'àlbum de debut de la cantant catalana Núria Feliu, editat l'any 1965 en vinil, sota el segell discogràfic Edigsa. És un àlbum que incorpora els estils Hard Bop, Cool Jazz, i música catalana.
Nuria Feliu ja feia uns anys que cantava, i l'aleshores compositor i director d'orquestra Antoni Ros i Marbà la descobrí. Marbà es posà en contacte amb la companyia Edigsa (discogràfica per excel·lència del moviment dels Setze Jutges), i l'any 1964 li van proposar cantar en català, proposta que acceptà.

## Cançons
El disc consta de dues cançons per cada cara:
| Núm. | Títol                                | Lletra | Música | Durada |
| ---- | ------------------------------------ | ------ | ------ | ------ |
| 1.   | «Anirem tots cap al cel»             |        |        | 01:57  |
| 2.   | «Tu parles molt (You Talk Too Much)» |        |        | 02:06  |

| Núm. | Títol                                                            | Lletra | Música                 | Durada |
| ---- | ---------------------------------------------------------------- | ------ | ---------------------- | ------ |
| 1.   | «Mai no reposes»                                                 |        | A. Ros Marbà, J. Picas | 02:15  |
| 2.   | «Josue va conquerir jericó (Joshua Fought The Batlle Of Jericó)» |        | A. Martorell           | 02:02  |